# وی عقاب
وی عقاب یک ستاره است که در صورت فلکی عقاب قرار دارد.